# Aloe oligophylla
Aloe oligophylla ist eine Pflanzenart der Gattung der Aloen in der Unterfamilie der Affodillgewächse (Asphodeloideae). Das Artepitheton oligophylla leitet sich von den griechischen Worten oligos für ‚wenig‘ sowie phyllon für ‚Blatt‘ ab und verweist auf die wenigen Blätter der Art.

## Beschreibung

### Vegetative Merkmale
Aloe oligophylla wächst stammbildend. Die zwei bis vier linealischen Laubblätter bilden eine Rosette. Die grüne Blattspreite ist 120 bis 150 Zentimeter lang und 1,2 bis 1,5 Zentimeter breit. Die grünen Zähne am Blattrand sind 1 bis 3 Millimeter lang und stehen 12 bis 25 Millimeter voneinander entfernt.

### Blütenstände und Blüten
Der einfach Blütenstand erreicht eine Länge von 20 bis 28 Zentimeter. Die ziemlich dichten Trauben sind 5 bis 8 Zentimeter lang. Die deltoiden Brakteen weisen eine Länge von 1 Millimeter auf. Die Blüten stehen an 12 bis 15 Millimeter langen Blütenstielen und sind an ihrer Basis verschmälert.

### Früchte
Die Früchte sind kugelförmige Beeren, die 3 Millimeter gestielt sind.

## Systematik und Verbreitung
Aloe oligophylla ist auf Madagaskar verbreitet.
Die Erstbeschreibung durch John Gilbert Baker wurde 1883 veröffentlicht. Ein nomenklatorisches Synonym ist Lomatophyllum oligophyllum H.Perrier (1926).
Die Art ist nur vom Typusexemplar bekannt.

## Nachweise